# خوسيه دي كوردوبا إي روجاس
خوسيه دي كوردوبا إي روجاس (بالإسبانية: José de Córdoba y Rojas)‏ هو عسكري إسباني، ولد في 6 أبريل 1774 في سان فرناندو في إسبانيا، وتوفي في 15 ديسمبر 1810 في بوتوسي في بوليفيا بسبب إعدام رميا بالرصاص.